# Stiftung Pusch
Die Stiftung Pusch ist eine Schweizer Stiftung mit vollem Namen Praktischer Umweltschutz und mit Sitz in Zürich.

## Geschichte
PUSCH ist am 1. Januar 2000 aus einer Fusion der Organisationen VGL und Siga/ASS hervorgegangen.

### VGL
Die Schweizerische Vereinigung für Gewässerschutz (SVG) war seit 1949 eine der ersten Umweltorganisationen der Schweiz. Am Anfang wurde vor allem auf die stark verschmutzten Gewässern der Schweiz fokussiert. Später vergrösserte sich das Arbeitsfeld um die Themen Lufthygiene, Abfallwirtschaft und Bodenschutz, weshalb die Organisation in den 1970er Jahren zur Schweizerischen Vereinigung für Gewässerschutz und Lufthygiene (VGL) umbenannt wurde. Die Organisation richtete sich hauptsächlich an Gemeindebehörden, um diese bei der Wahrnehmung von Umweltaufgaben zu unterstützen.

### Siga
Die Stiftung „Interessengemeinschaft für Abfallverminderung“ (Siga), gegründet 1985, als die Abfallproblematik aufgrund unkontrollierter Deponien immer mehr bekannt wurde, engagierte sich zusammen mit Behörden, Wissenschaft, Wirtschaft und Konsumenten bei der Ausarbeitung und der Umsetzung des Schweizerischen Abfallleitbildes. Im Kanton Zürich leistete sie einen namhaften Beitrag zum Aufbau des Abfallunterrichts im Kanton Zürich. Mitte der Neunzigerjahre fusionierte die Siga mit der seit den Sechzigerjahren bestehenden Aktion Saubere Schweiz zur Stiftung Siga/ASS.

## Zweck
Die Stiftung dient dem Einsatz für eine gesunde Umwelt, nachhaltige Nutzung der Ressourcen und für vielfältige und artenreiche Lebensräume. Dazu bietet sie insbesondere Unterricht und Hilfsmittel zur Öffentlichkeitsarbeit an; nach eigener Darstellung (Stand Mai 2020) erreicht sie damit jährlich etwa 60.000 Schüler und mehrere tausend Erwachsene.